# 渔沃街道
鱼沃街道，是中华人民共和国山東省菏泽市东明县下辖的一个乡镇级行政单位。

## 行政区划
鱼沃街道下辖以下地区：
大渔沃村、任营村、后营村、东营村、前营村、唐庄村、南吴庄村、裕洲集村、董庄村、牛庄村、贤街村、吉利营村、杨旺营村、高满城村、蒋满城村、曹满城村、刘满城村、四柳树村、李江庄村、曹庄村、后渔沃村、毛营村和贺庄村。